# Santa Rosa do Tocantins
Santa Rosa do Tocantins é um município brasileiro do estado do Tocantins. Localiza-se a uma latitude 11º26'56" sul e a uma longitude 48º07'14" oeste, estando a uma altitude de 310 metros.
Santa Rosa do Tocantins é um município com uma população contabilizada em aproximadamente 4.653 habitantes, segundo o último censo realizado em 2022. Em 2010, a localidade exibia uma taxa de matrícula escolar de 97% para crianças entre 6 e 14 anos. No ano de 2021, foi registrado um Produto Interno Bruto (PIB) per capita de R$ 63.257,61. A média da taxa de mortalidade infantil na cidade é de 27,4 a cada 1.000 nascidos vivos. Em relação à infraestrutura, cerca de 35% dos lares possuem sistemas de esgotamento sanitário adequados, enquanto 84,2% dos domicílios urbanos estão situados em vias públicas arborizadas, embora nenhum desses lares disponha de urbanização considerada adequada. Em 2022, a área territorial do município era de 1.804,687km².
Em 2022, o governo do estado de Tocantins concluiu a entrega de pontes que visam facilitar o trânsito e aprimorar o acesso entre Santa Rosa do Tocantins e várias localidades adjacentes. Essas obras de construção e reforma foram conduzidas pela Agência Tocantinense de Transportes e Obras (Ageto), através do Projeto de Desenvolvimento Regional Integrado e Sustentável (PDRIS). O investimento total nos serviços ultrapassou os 14 milhões de reais.

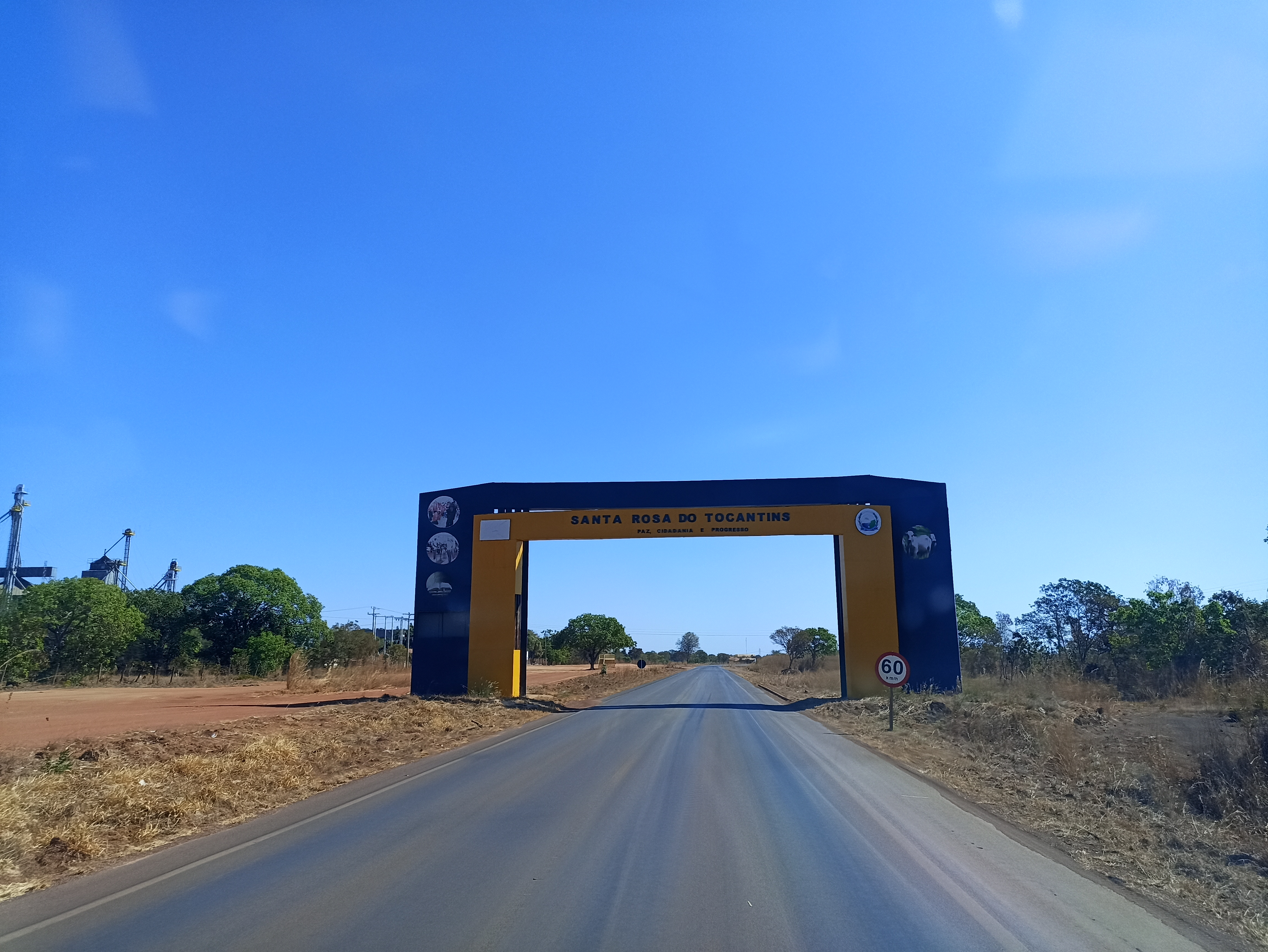
Portal de entrada da cidade na TO-050